# Expander (sport)

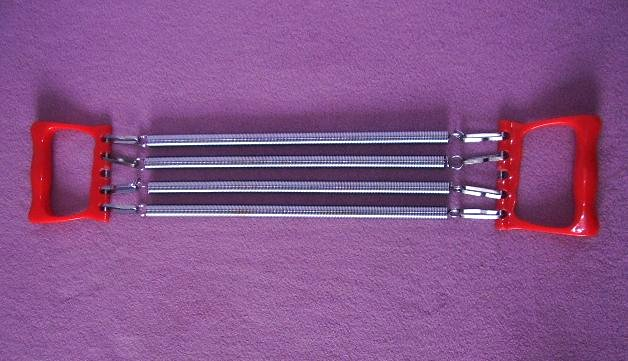
Een expander

De expander is een fitnessapparaat, bestaande uit twee handgrepen die met trekveren of elastische banden met elkaar verbonden zijn.
In de meeste apparaten kan het aantal veren of banden veranderd worden en bij sommige modellen kan ook de lengte van de banden of veren worden veranderd. De expander is een op meerdere manieren te gebruiken fitnessapparaat.

## Gebruik
Zoals de naam al aangeeft (expand is Engels voor oprekken) moet de expander uit elkaar worden getrokken. Dit kan zowel voorlangs het lichaam als achterlangs worden gedaan. De oefeningen trainen voornamelijk de arm- en schouderspieren. Bij voorlangse oefeningen worden bovendien de rugspieren getraind en bij achterlangs gebruik de borstspieren. Een andere oefenmogelijkheid is om een voet door een van de handgrepen te steken en hierop te staan en met de andere greep in de hand bicepsoefeningen te doen. De expander kan ook aan de muur worden bevestigd om als vast trainingstoestel dienst te doen. Er bestaat ook een veerapparaat dat ingedrukt moet worden; dit is een impander.